# Les Trois-Domaines
Les Trois-Domaines ist eine französische Gemeinde im Département Meuse in der Region Grand Est (bis 2015 Lothringen). Sie gehört zum Arrondissement Bar-le-Duc und zum Kanton Dieue-sur-Meuse. Der Ort hat 121 Einwohner (Stand 1. Januar 2022).

## Geografie
Les Trois-Domaines liegt auf einer Höhe zwischen 237 und 343 m über dem Meeresspiegel, die mittlere Höhe beträgt 265 m. Das Gemeindegebiet umfasst 16,57 km². Metz liegt 60 Kilometer (km) östlich, und Paris etwa 220 km westlich.
Die Gemeinde besteht aus den Ortsteilen Issoncourt, Mondrecourt und Rignaucourt, die 1973 zu Les Trois-Domaines fusioniert wurden.

## Bevölkerungsentwicklung
| Jahr                       | 1962 | 1968 | 1975 | 1982 | 1990 | 1999 | 2005 | 2010 | 2019 |
| -------------------------- | ---- | ---- | ---- | ---- | ---- | ---- | ---- | ---- | ---- |
| Einwohner                  | 85   | 86   | 104  | 116  | 119  | 118  | 119  | 128  | 123  |
| Quellen: Cassini und INSEE |      |      |      |      |      |      |      |      |      |

## Infrastruktur
Auf dem Gebiet der Gemeinde befindet sich der Bahnhof Meuse TGV am Streckenkilometer 213 (von Paris aus gemessen) der 2007 eröffneten französischen Neubau- und Schnellfahrstrecke des LGV Est européenne.